# Blechumformung
Bei der Blechumformung wird das zu fertigende Bauteil oder Halbzeug aus einem ebenen Blechzuschnitt in seine endgültige Form gebracht. Dabei erhält der metallische Werkstoff nur durch plastische Verformung die gewünschte Form, also ohne spanendes Bearbeiten. Meist kommt es auch zu einem gewissen Anteil an elastischen Verformungen, ein Vorgang, der sich dann als „Rückfederung“ nach der Umformung bemerkbar machen kann.
Langgestreckte Blechprofile sowie profilierte Bleche wie Trapezblech und Wellblech werden durch verschiedene Profilierverfahren hergestellt.
Bauteile mit veränderlichen Querschnitten werden häufig durch Tiefziehverfahren gefertigt.